# St. Gallus (Übersfeld)

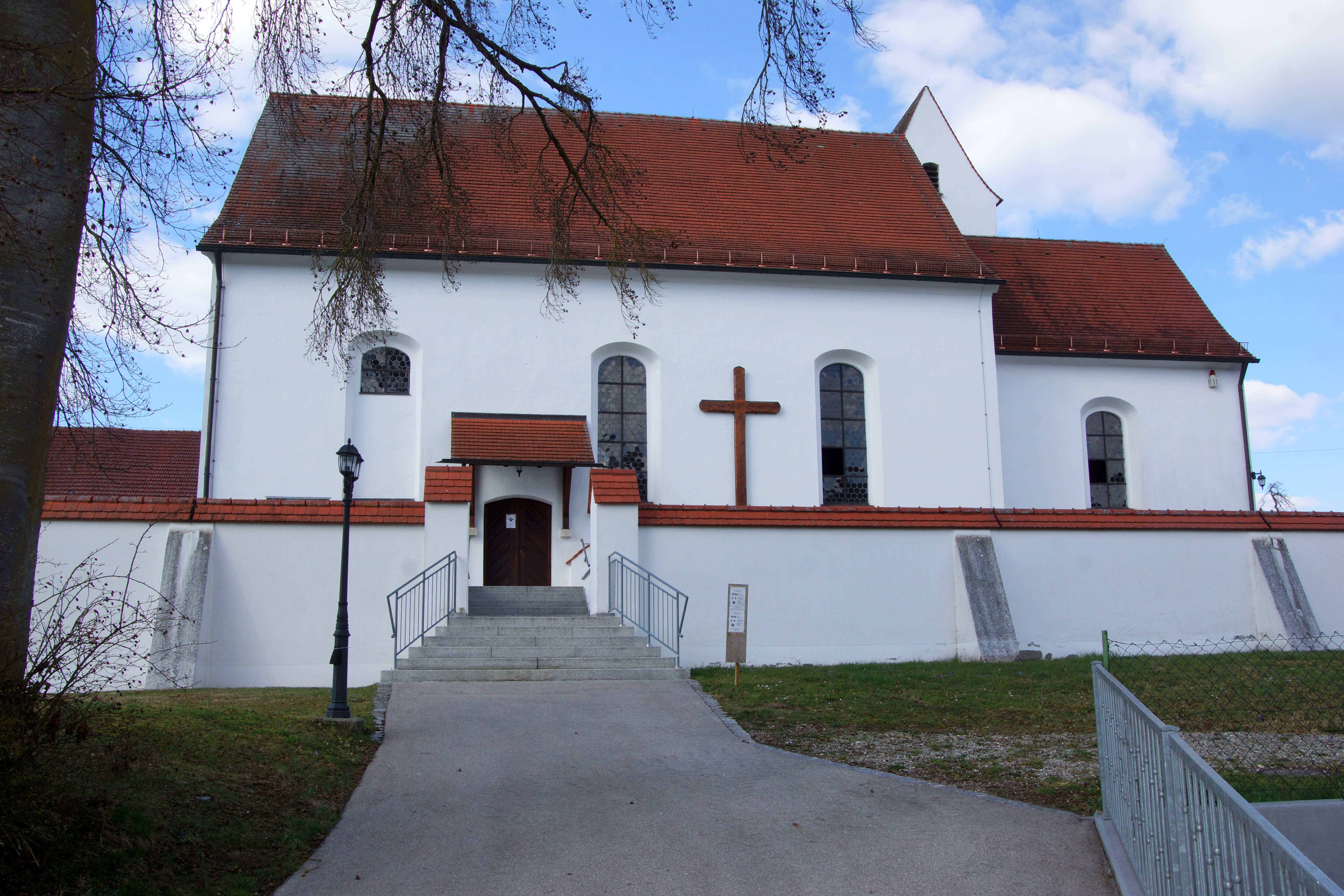
St. Gallus (Übersfeld)

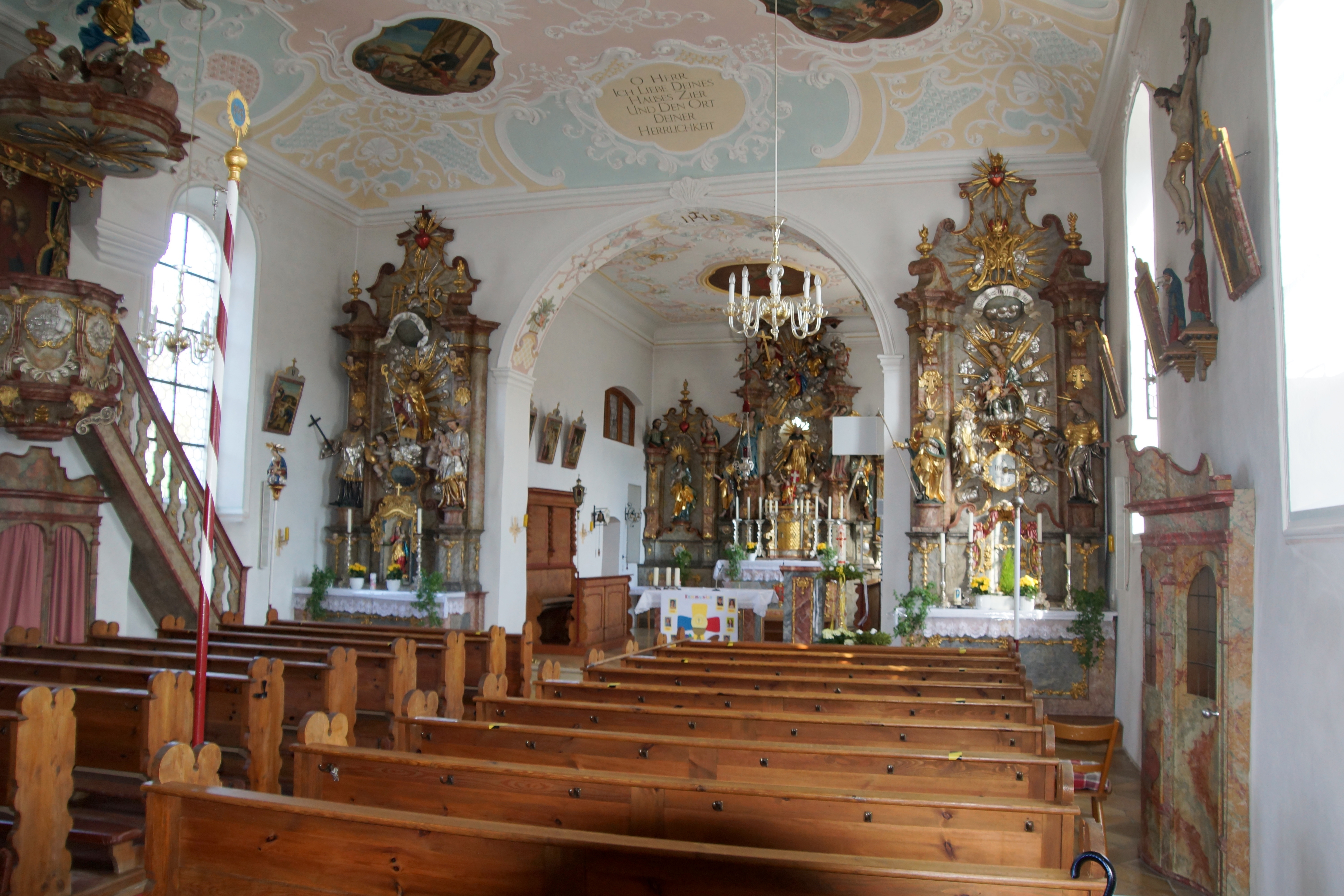
Innenraum

Die römisch-katholische Pfarrkirche St. Gallus steht in Übersfeld, einem Gemeindeteil von Marxheim im schwäbischen Landkreis Donau-Ries von Bayern. Das Bauwerk ist in der Liste der Baudenkmäler in Marxheim als Baudenkmal unter der Nr. D-7-79-178-35 eingetragen. Die Pfarrei gehört zum Dekanat Donauwörth des Bistums Augsburg.

## Beschreibung
Die 1735/36 anstelle eines Vorgängerbaus errichtete Saalkirche besteht aus einem Langhaus, einem eingezogenen rechteckigen Chor und einem Chorflankenturm an der Nordwand, dessen untere Geschosse spätromanisch sind, und an dessen Ostwand die Sakristei angebaut wurde. Der Chorflankenturm wurde mit einem Geschoss aufgestockt, das den Glockenstuhl beherbergt, und quer mit einem Satteldach bedeckt. Zur Kirchenausstattung gehört ein dreiteiliger Hochaltar, der den gesamten Chorschluss ausfüllt. In der Mitte ist der heilige Gallus unter der Krönung Mariens untergebracht. Links davon stehen die Statuen des Simon Petrus und des heiligen Sebastian, rechts die des Paulus von Tarsus und Josef von Nazaret.
Die Orgel wurde von G. F. Steinmeyer & Co. gebaut.